# La Paloma / De Hamborger Veermaster / Rolling Home / What Shall We Do With the Drunken Sailor
La Paloma / De Hamborger Veermaster / Rolling Home / What Shall We Do With the Drunken Sailor ist das 21. Extended-Play-Album des österreichischen Schlagersängers Freddy Quinn, das im Juli 1962 im Musiklabel Polydor (Nummer 21 581 EPH) erschien. Die Herstellung erfolgte durch die Deutsche Grammophon Gesellschaft, das Mastering, die Pressung sowie der Acetat-Lack-Schnitt durch Deutsche Grammophon Gesellschaft Pressing Plant. Die Veröffentlichung geschah unter der Rechteverwerterin Gesellschaft für musikalische Aufführungs- und mechanische Vervielfältigungsrechte. La Paloma wurde im Jahr zuvor als Single produziert.

## Musik
La Paloma (A1) ist eine Komposition des spanisch-baskischen Komponisten Sebastián de Yradier (1809–1865), von dem die älteste vorhandene Tonaufnahme ungefähr um 1880 entstand. Das Lied war für Quinn ein Millionenhit. Die drei weiteren Titel, De Hamborger Veermaster, Rolling Home und What Shall We Do With The Drunken Sailor sind traditionelle Shantys.

## Titelliste
Das Album beinhaltet folgende vier Titel:
- Seite 1

1. La Paloma
2. De Hamborger Veermaster

- Seite 2

1. Rolling Home
2. What Shall We Do With the Drunken Sailor

## Veröffentlichungen und Charterfolge

### Singles
| Jahr | Titel                    | Höchstplatzierung, Gesamtwochen/‑monate, AuszeichnungChartplatzierungen (Jahr, Titel, , Platzierungen, Wochen/Monate, Auszeichnungen, Anmerkungen) | Höchstplatzierung, Gesamtwochen/‑monate, AuszeichnungChartplatzierungen (Jahr, Titel, , Platzierungen, Wochen/Monate, Auszeichnungen, Anmerkungen) | Höchstplatzierung, Gesamtwochen/‑monate, AuszeichnungChartplatzierungen (Jahr, Titel, , Platzierungen, Wochen/Monate, Auszeichnungen, Anmerkungen) | Anmerkungen                                           |
| Jahr | Titel                    | DE | AT | CH | Anmerkungen                                           |
| ---- | ------------------------ | --- | --- | --- | ----------------------------------------------------- |
| 1961 | La Paloma / Nur der Wind | DE1 Platin · (7 Mt.)DE | — | — | Erstveröffentlichung: Juni 1961 Verkäufe: + 1.000.000 |

grau schraffiert: keine Chartdaten aus diesem Jahr verfügbar